# Supercoppa spagnola 2018 (pallavolo femminile)
La Supercoppa spagnola 2018 si è svolta il 7 ottobre 2018: al torneo hanno partecipato due squadre di club spagnole e la vittoria finale è andata per la quinta volta, la seconda consecutiva, al Logroño.

## Regolamento
Le squadre hanno disputato una gara unica.

## Squadre partecipanti
| Squadra | Qualificazione                                            | Ultima partecipazione    |
| ------- | --------------------------------------------------------- | ------------------------ |
| Logroño | Vincitrice Superliga 2017-18 e Coppa della Regina 2017-18 | Supercoppa spagnola 2017 |
| Haris   | Finalista Superliga 2017-18                               | Supercoppa spagnola 2017 |

## Torneo
| 7 ottobre 2018 Centro Deportivo Lobete, Logroño Durata: 1h:47 - Spettatori: 750 | Logroño | 3 - 1 | Haris | 25-14, 25-20, 23-25, 25-21 |